# Louis-Michel Aury
Louis-Michel Aury (París, Francia; 1788 - San Andrés, Gran Colombia, 30 de agosto de 1821) fue un marino de origen francés que sirvió a varios movimientos independentistas americanos durante las guerras de independencia hispanoamericanas. Sirvió como corsario o mercenario en el mar Caribe a los gobiernos de Venezuela, Nueva Granada, México, Gran Colombia, Chile y las Provincias Unidas del Río de la Plata.
Entre sus acciones más recordadas se encuentra la toma de la isla de Amelia (1817), en la costa septentrional de la Florida española, al servicio de los independentistas mexicanos. La expedición comprendía a los independentistas venezolanos Lino de Clemente, Agustín Codazzi y Pedro Gual, entre otros, y supuso la proclamación nominal de la efímera República de La Florida,

## Biografía

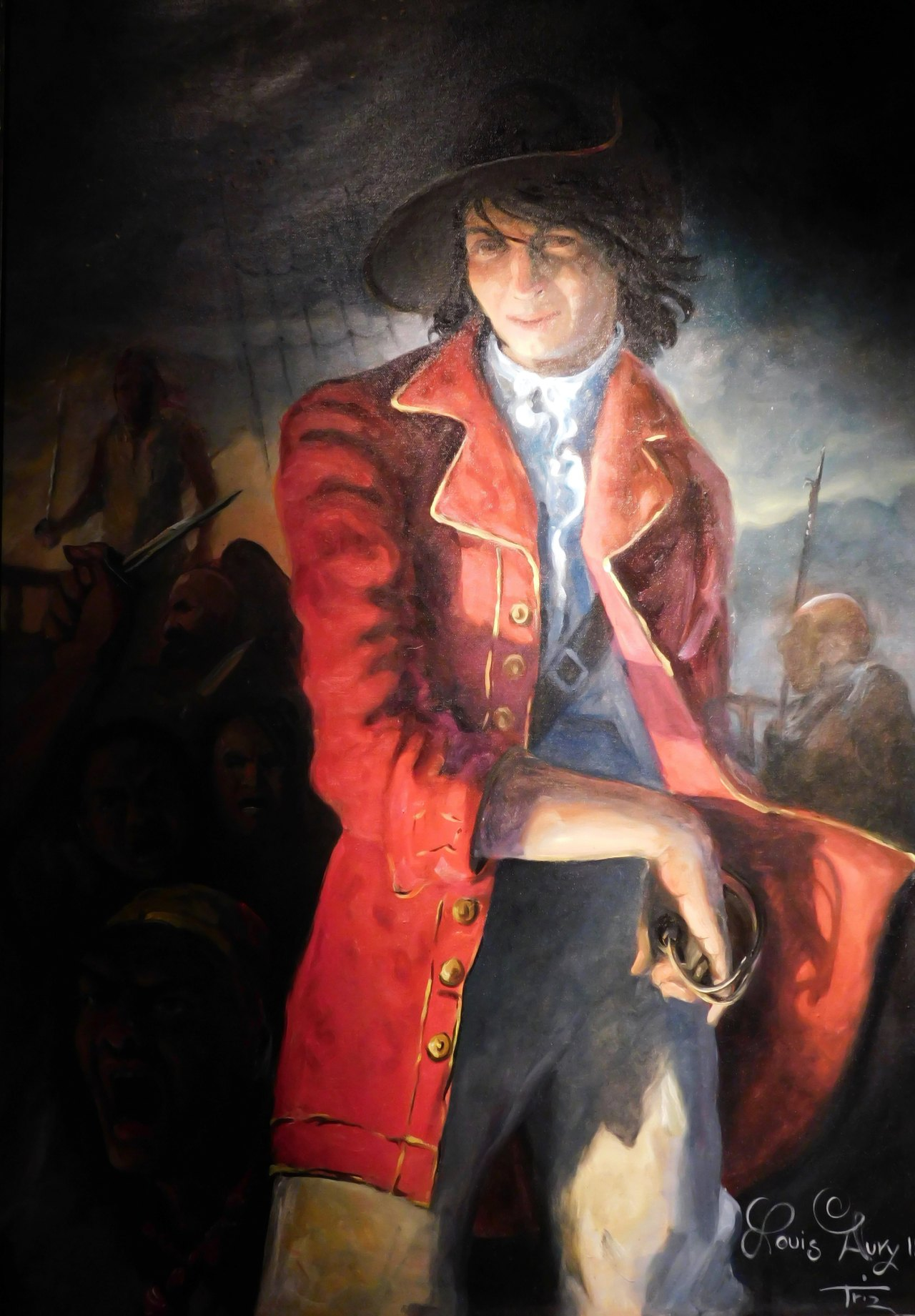
Retrato de Louis Aury en el "Pirate Museum" de San Agustín, Florida.

Aury nació en París probablemente en 1788, hijo de Luis Aury e Isabel Maignet. Vivió e hizo sus primeros estudios en el barrio Mont Rouge de París. Tras alistarse como cadete de la marina francesa, formó parte de la tripulación de un buque de la armada que, en 1803, viaja entre El Havre y Nueva York. En la Luisiana Francesa comenzó a emplearse como comandante de buques corsarios. Durante ocho años estuvo a las órdenes del comodoro Lominet haciendo presas y contrabando en las zonas hispanoamericanas y estadounidenses del golfo de México y Caribe.

### Campañas contra España
En 1810 logró establecer su propia compañía y, aprovechando la inestabilidad del imperio español por la invasión napoleónica, se puso al servicio de la naciones americanas en sus guerras de independencia de España. En 1812 fue acusado por EE. UU. de adentrarse en Carolina del Norte con su propio barco y con patentes de corso venezolanas para atacar cualquier nave española. 
Fue reclutado por Pedro Gual y en 1813 fue nombrado teniente de navío el título de "Comisionado de la Marina de la Nueva Granada" en Cartagena de Indias. Aury inició acciones contra la Armada Española con flotilla de goletas corsarias. Además, en 1815 rompió el bloqueo naval de Cartagena de Indias ordenado por el capitán general de Venezuela Pablo Morillo. Los revolucionarios huyeron y fueron acogidos en la colonia inglesa de Jamaica y en Haití. Aury se dirige luego a Los Cayos de San Luis, en Haití, para encontrarse con Simón Bolívar, donde fue protagonista de un altercado con el Libertador, al apoyar a Mariano Montilla junto a otros oficiales que se oponían a la designación de Bolívar como Jefe Supremo de la Expedición que se organizaba para invadir a Venezuela. Esta situación le traería con el Libertador una cierta enemistad hasta su muerte. A pesar de que intentó acercarse posteriormente a Bolívar, no fue posible una plena reconciliación, sin embargo apoyó siempre sus campañas militares.
Posteriormente se puso al servicio de los independentistas mexicanos de la república de México a cambio de ser nombrado gobernador civil y militar del futuro Texas mexicano, estableciendo una base privada en Galveston en septiembre de 1816. Durante el transporte de las tropas de Francisco Xavier Mina a México fue atacado por el pirata negrero Jean Lafitte, quien además le expulsó de Galvestón. 
En 1817 se puso al servicio de Gregor MacGregor en una expedición financiada por Bolívar que tomó isla Amelia en la Florida española proclamando nominalmente la República de Florida. MacGregor abandonó la misión en septiembre, pero Aury permanece en la isla y confía a Pedro Gual y Vicente Pazos Kanki la redacción de la constitución de la efímera República de Florida. Sin embargo, el ejército de los Estados Unidos, al mando del general Andrew Jackson, expulsan a Aury y sus hombres en diciembre de 1817 debido en sus propios intereses por anexionarse La Florida.
El 3 de junio de 1818 recibe patente de corso de los gobiernos de Chile y las Provincias Unidas del Río de la Plata por medio del clérigo chileno José Cortés de Madariaga, que había sido nombrado embajador plenipotenciario por ambos países en esas tierras.
El 4 de julio de 1818 capturó la Isla de Providencia en el Archipiélago de San Andrés, en el Caribe occidental, y bajo autoridad patriota comienza allí una base económica exitosa basada en el saqueo de embarcaciones españolas en el mar Caribe, mientras trataba de granjear mejores relaciones con Bolívar.

### Intento de liberar América Central
En 1820 la Capitanía General de Guatemala, la manera en que estaba organizada la colonia en América Central, seguía bajo control realista y por lo tanto era una plaza fuerte de España contra los intentos emancipadores del poder colonial tanto de Norteamérica como de Suramérica. Para asegurar su independencia, la Gran Colombia lanzó una expedición combinada por tierra y mar en contra de los puertos de Omoa y Trujillo.
El 21 de abril de 1820 el vigía del faro de Puerto Trujillo anunció el acercamiento de una flotilla colombiana al mando de Aury. El comandante del puerto, José M. Palomar, preparó inmediatamente las tropas para el ataque. A las dos de la tarde la flotilla se acercó e izó una bandera con dos barras azules y una blanca, similar a la bandera de las Provincias Unidas del Río de la Plata, pero mostrando otro escudo en el centro, y se envió a un comisionado de paz solicitando a Palomar la rendición del puerto, lo cual fue rechazado. Al siguiente día Aury movió la flotilla hacia la boca del río de la laguna Guaimoreto y comenzó a bombardear. Los ataques empezaron a las nueve de la mañana y terminaron a las dos de la tarde, cuando la flotilla se alejó a alta mar, fuera de los alcances de los cañones. Una porción de la infantería de marina intentó entrar al puerto por tierra, pero fue detectada y rechazada. 
Durante la noche del 24 de abril las embarcaciones colombianas se perdieron de vista. El día 25 la flotilla reapareció en el puerto de Omoa y por varios días intentó desembarcar. La expedición de Aury no tuvo éxito y dejó el área el 6 de mayo. En esta batalla Aury fue identificado como miembro del ejército colombiano por su filiación a la causa de Bolívar.
Una bandera de las Provincias Unidas del Río de la Plata (actual bandera de la República Argentina) ya había flameado en las costas del Océano Pacífico de Centroamérica, entre marzo y abril de 1819, desde la fragata La Argentina, en la expedición naval de corso comandada por otro corsario de origen francés, Hipólito Bouchard, sargento mayor de marina, al servicio de las Provincias Unidas del Río de la Plata.
Louis-Michel Aury nunca llegó a ganarse la confianza de Bolívar, 
ya que cayó accidentalmente de su caballo en 1821 y murió, aunque fuentes no confirmadas dicen que se fue a vivir a Cuba, en donde murió en 1845.